# Horní Jiřetín
Horní Jiřetín é uma cidade checa localizada na região de Ústí nad Labem, distrito de Most.